# Portëz
Portëz is een plaats en voormalige gemeente in de stad (bashkia) Fier in de prefectuur Fier in Albanië. Sinds de gemeentelijke herindeling van 2015 doet Portëz dienst als deelgemeente en is het een bestuurseenheid zonder verdere bestuurlijke bevoegdheden. De plaats telde bij de census van 2011 8259 inwoners.